# Fabriciana coredippe
Fabriciana coredippe är en fjärilsart som beskrevs av John Henry Leech. Fabriciana coredippe ingår i släktet Fabriciana och familjen praktfjärilar. Inga underarter finns listade i Catalogue of Life.